# Colvillea racemosa
Colvillea racemosa là một loài rau đậu thuộc họ Fabaceae.
Loài này chỉ có ở Madagascar. Tên chi được đặt theo Sir Charles Colville, cựu thống đốc của Mauritius.

## Hình ảnh

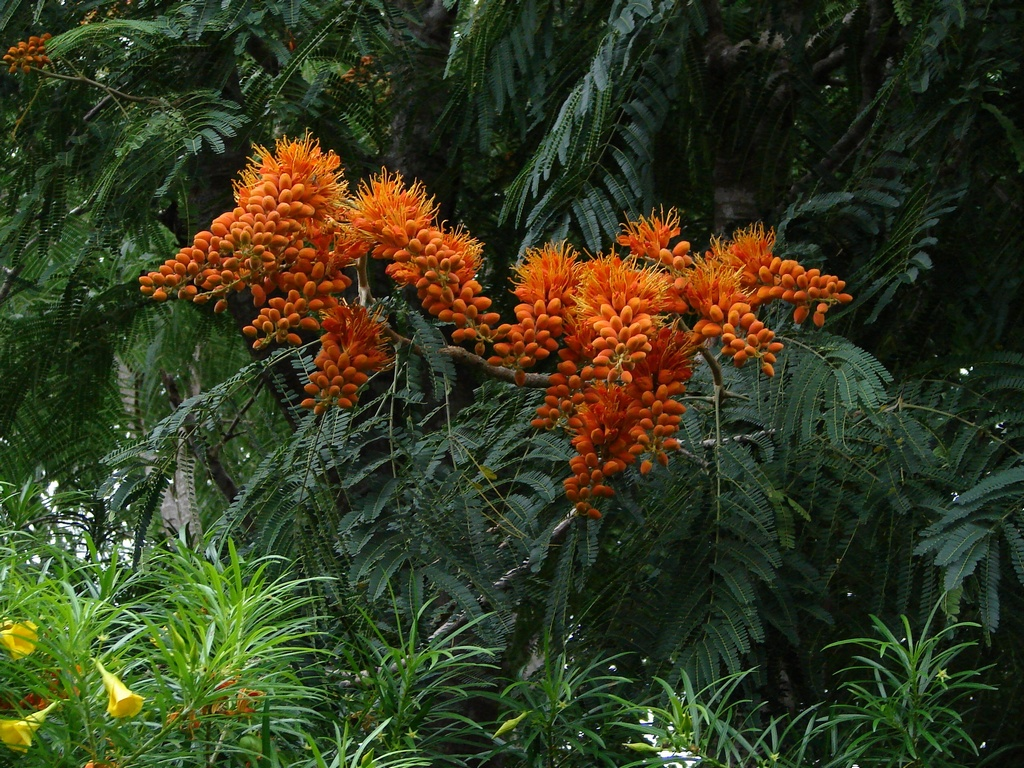
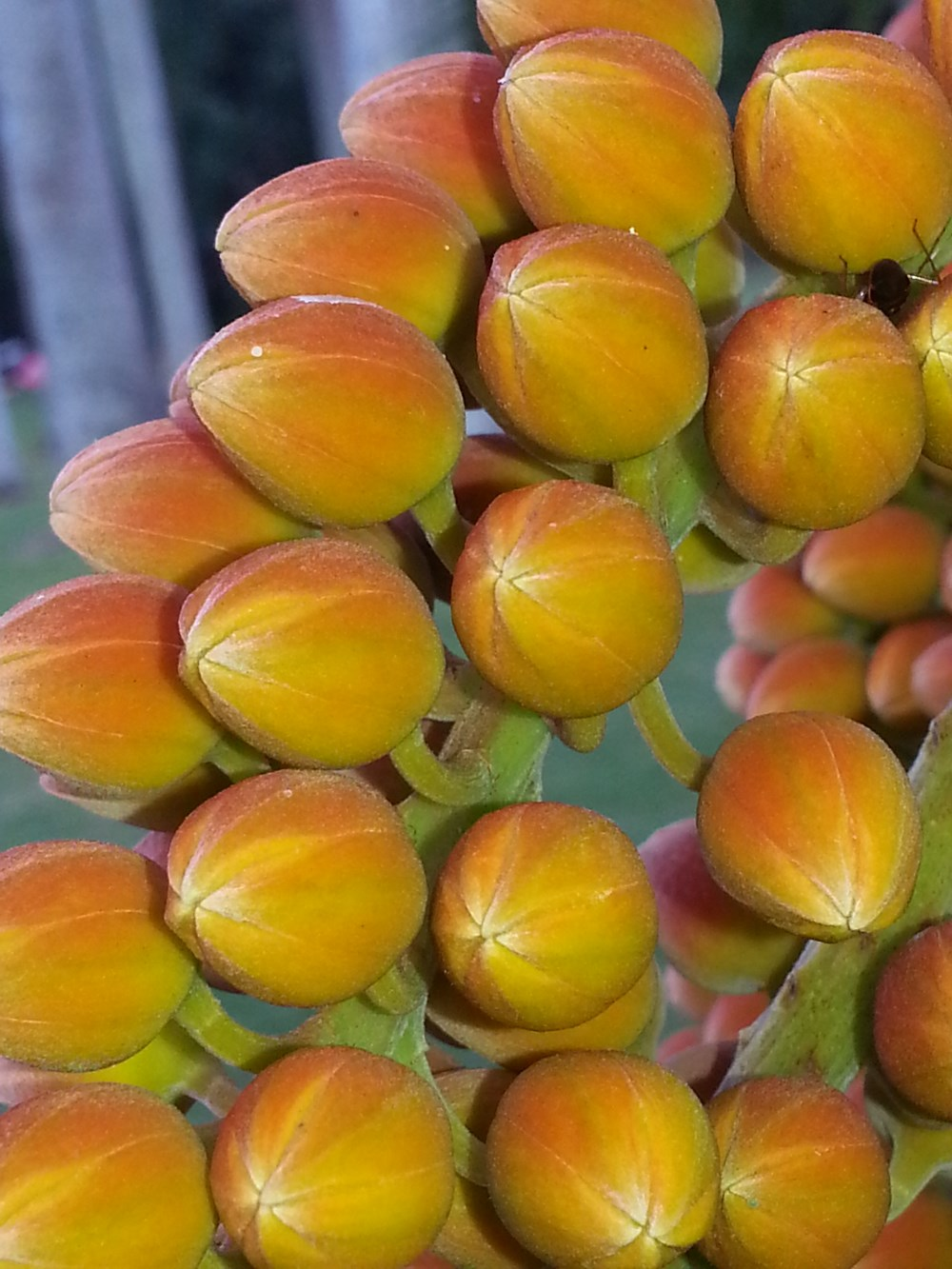
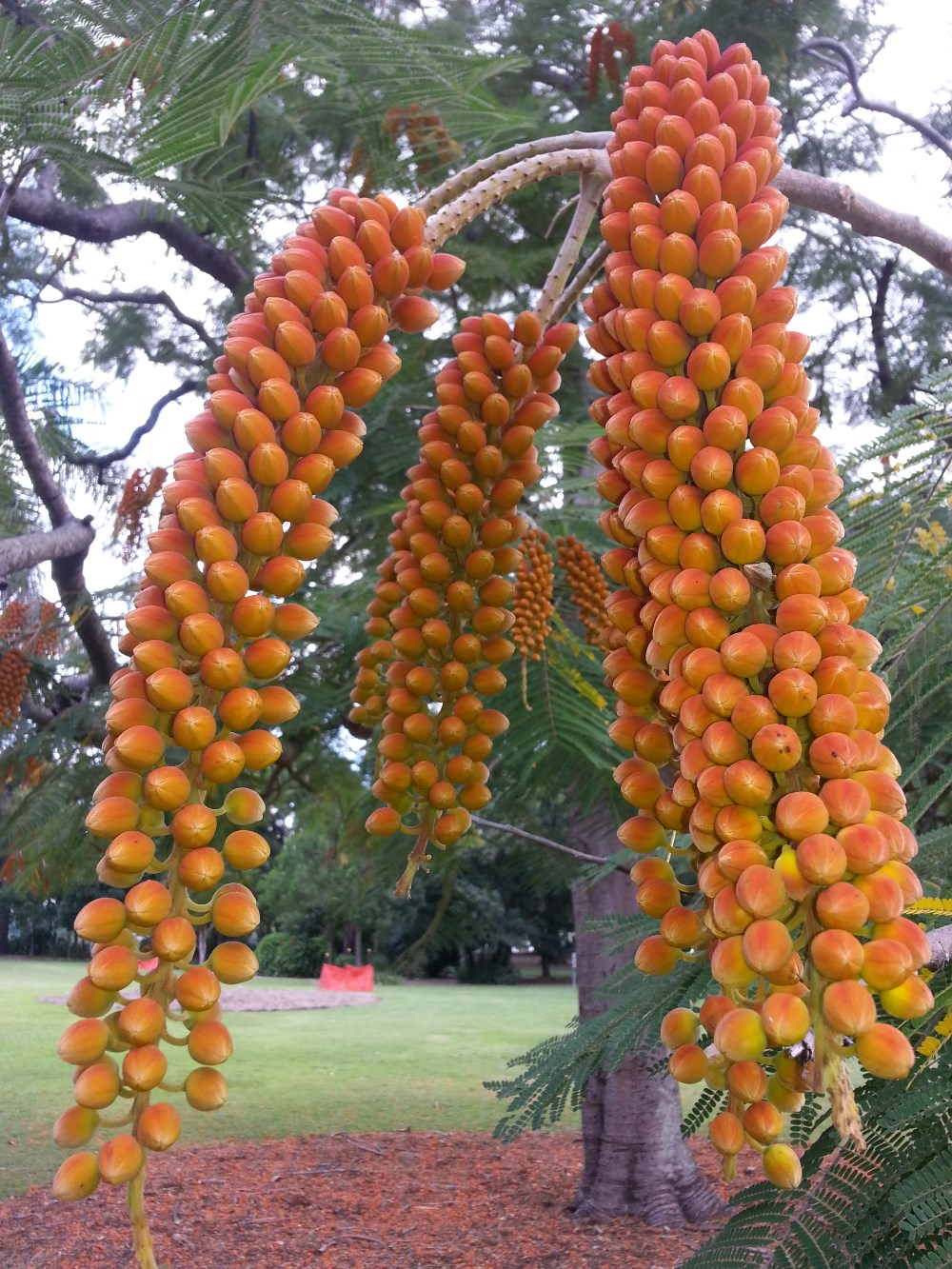
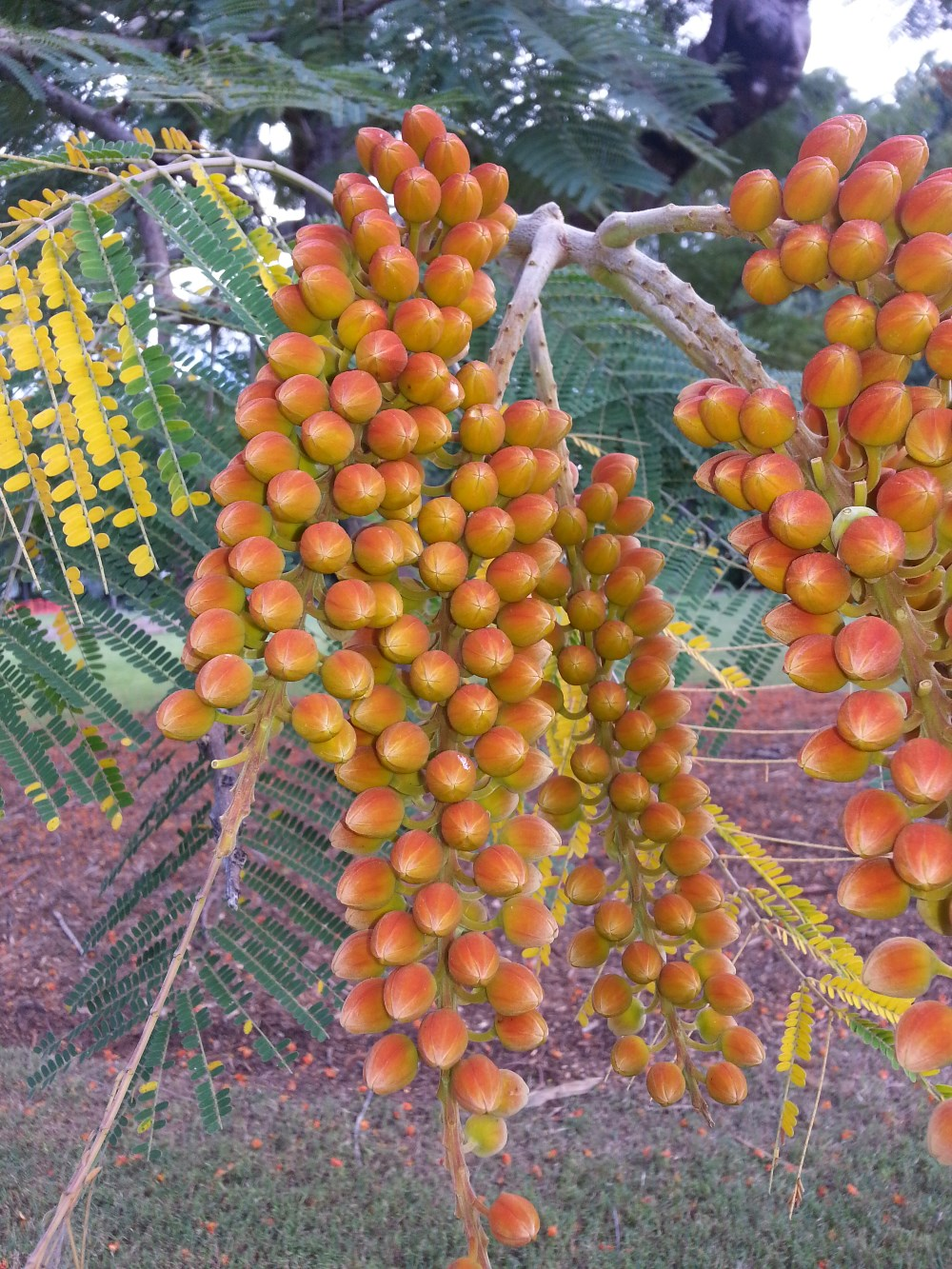